# Sumer is icumen in

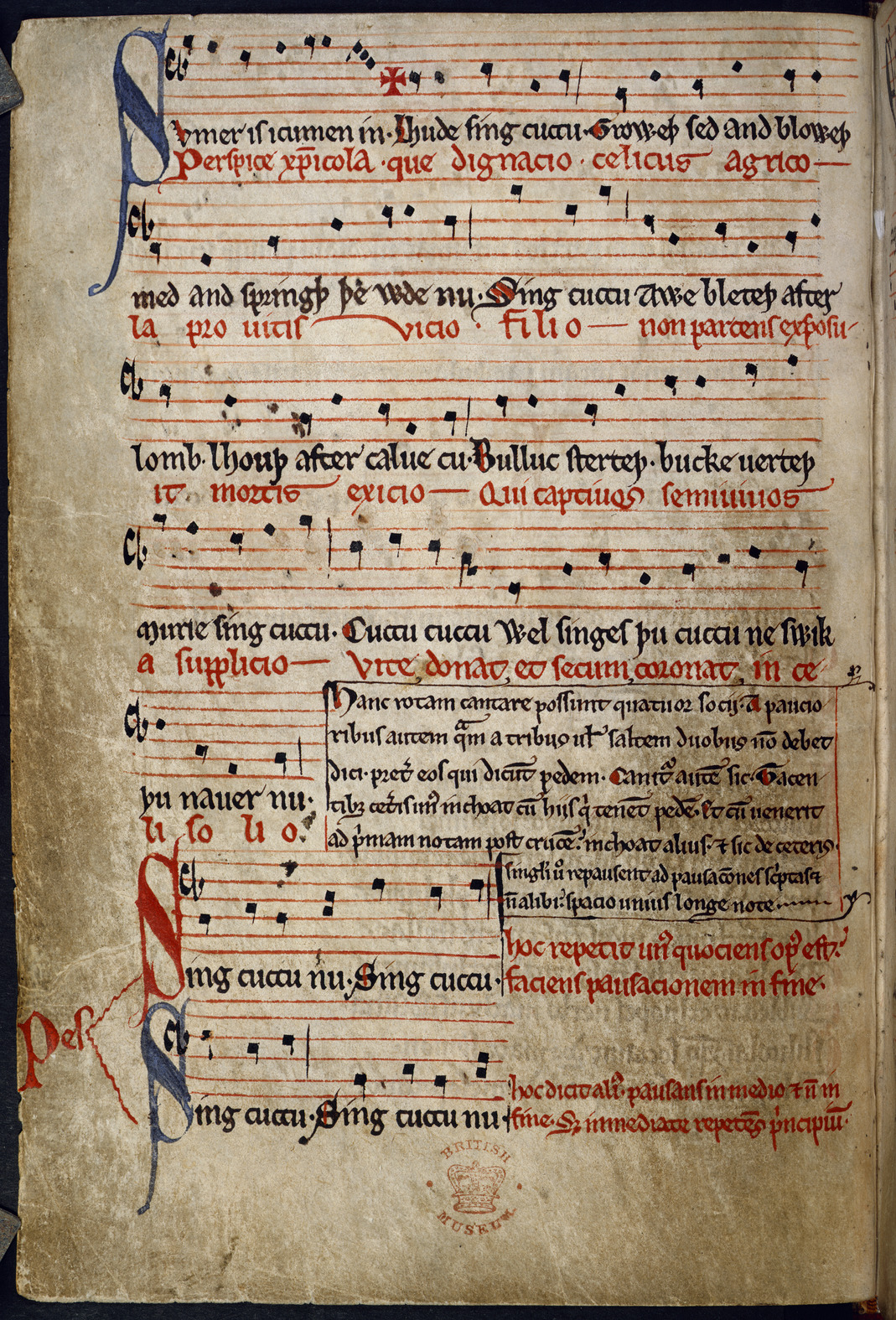
Sumer is icumen in, British Library.

Sumer is icumen in est un chant en canon traditionnel anglais du XIIIe siècle. Le titre en moyen anglais peut être traduit en anglais moderne par « Summer has come in », c'est-à-dire « L'été est arrivé ». 
Ce canon est parfois connu sous le nom de « the Reading rota », « le canon chanté de Reading », car le manuscrit en vient de l'abbaye de Reading, bien qu'il ait pu être écrit ailleurs. C'est le plus ancien morceau de musique polyphonique à six parties (Albright, 1994). Son compositeur est inconnu (peut-être est-ce W. de Wycombe) et l'on estime que le document date d'environ 1260. Le manuscrit se trouve de nos jours à la British Library. Il est écrit en moyen anglais, plus précisément en dialecte du Wessex.